# Apostel-Paulus-Kirche (Berlin-Hermsdorf)

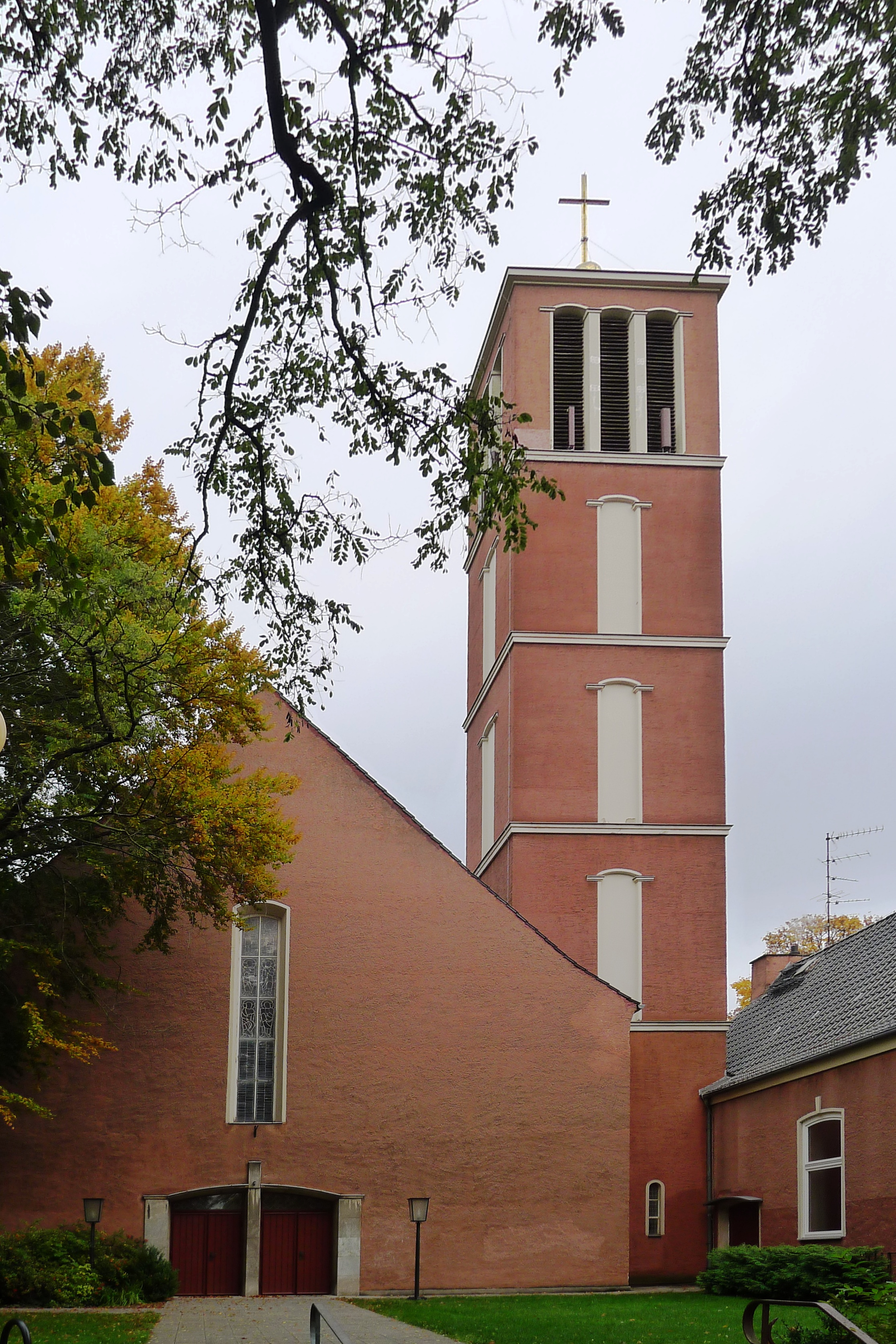
Apostel-Paulus-Kirche

Die Apostel-Paulus-Kirche ist eine evangelische Kirche in der Wachsmuthstraße 28 im Berliner Ortsteil Hermsdorf des Bezirks Reinickendorf. Die am 20. Oktober 1935 eingeweihte, unter Denkmalschutz stehende Saalkirche hieß bis Ende des Zweiten Weltkriegs Hindenburg-Gedächtnis-Kirche, 1946 wählte der damalige Gemeindekirchenrat den Apostel Paulus zum Namenspatron.

## Geschichte
Die Ziegelei zog etliche Arbeiter und ihre Familien in den Gutshof Hermsdorf. Von besonderer Bedeutung für die Entwicklung des Ortes wurde die Anlage eines Haltepunktes der Nordbahn. Trotz Schließung der Ziegelei vergrößerte sich die Zahl der Einwohner, da der Gutsbesitzer in den 1870er Jahren begann, Sommerhäuser und Villen zu errichten und Land an Bauträger zu verkaufen. Die waldreiche Umgebung und eine 1889 erbohrte solehaltige Quelle ließen Hermsdorf zu einem beliebten Ausflugsort werden, der zeitweise den Charakter eines Kurortes annahm. So entstanden auch in der Nähe des Bahnhofs Vergnügungslokale, wie das in der Wachsmuthstraße 26–28 auf einer Anhöhe gelegene Ausflugsrestaurant „Waldschlösschen“, das von 1892 bis 1920 mit Ballsaal, Aussichtsturm und künstlichem Wasserfall betrieben wurde.

## Baubeschreibung
Der Architekt Otto Risse baute 1934–1935 den ehemaligen Ballsaal in eine Saalkirche mit 500 Sitzplätzen um und erweiterte sie zu einem Gebäudekomplex mit einem 39 Meter hohen Glockenturm und einem eingeschossigen Gebäudetrakt als Verbindung zu dem zweigeschossigen Gemeindehaus. Der Architekturstil vereint den dezenten Historismus der 1930er Jahre mit den Details eines verhaltenen Neoklassizismus mit den eleganten Zügen der Neuen Sachlichkeit. Das Kirchenschiff ist mit einem Satteldach gedeckt.
Das Innere ist vor allem durch das übergroße Kruzifix im rechteckigen Chor geprägt. Schmale, segmentbogige Fenster an den Längswänden sorgen für Tageslicht. Ein derartiges Fenster befindet sich jeweils im Giebel über dem Portal – dahinter liegt die Empore für die Orgel -–und in dem des Chores hinter dem Kruzifix. Die Holzbalkendecken vermitteln dem Inneren einen basilikalen Charakter, weil die mittlere in der Breite des Chores höher angeordnet ist. Allerdings wird dieser Eindruck durch mächtige Unterzüge, die innen das Kirchenschiff queren und außen mit den Strebepfeilern verbunden sind, etwas verwischt.

## Glockenturm
Der Turm ist durch schmale Gurtgesimse in fünf Geschosse gegliedert. Im obersten Geschoss hat er jeweils auf den gegenüber liegenden Seiten zwei beziehungsweise drei gekoppelte segmentbogige Klangarkaden. Über seinem niedrigen Pyramidendach erhebt sich eine hohe Turmkugel. In der Glockenstube hängt ein Geläut aus vier Bronzeglocken, 1958 gegossen von Petit & Gebr. Edelbrock.
| Schlagton | Gewicht (kg) | Durchmesser (cm) | Höhe (cm) | Inschrift                                       |
| --------- | ------------ | ---------------- | --------- | ----------------------------------------------- |
| e'        | 1180         | 124              | 100       | ICH BIN DIE AUFERSTEHUNG UND DAS LEBEN.         |
| fis'      | 0810         | 110              | 095       | ICH BIN DER WEG UND DIE WAHRHEIT UND DAS LEBEN. |
| gis'      | 0550         | 098              | 078       | ICH BIN DER WEINSTOCK, IHR SEID DIE REBEN.      |
| h'        | 0310         | 081              | 068       | ICH BIN DER GUTE HIRTE.                         |